# Neven Subotić
Pour les articles homonymes, voir Subotić.
Neven Subotić (en serbe en écriture cyrillique : Невен Суботић), né le 10 décembre 1988 à Banja Luka en Yougoslavie (aujourd'hui en Bosnie-Herzégovine), est un footballeur international serbe, qui joue au poste de défenseur central.
Il y eut pendant un certain temps des incertitudes quant à son avenir en équipe nationale : en effet, outre la nationalité serbe, le joueur possède aussi les nationalités américaine et bosnienne.

## Biographie

### Carrière en club

#### Débuts en club
Dans sa jeunesse, Subotić quitte son pays en guerre et rejoint avec sa famille, l'Allemagne et Pforzheim dans le Bade-Wurtemberg. Il débute alors le football avec l'équipe junior du TSV Schwarzenberg. 
En 1999, il part vivre aux États-Unis et joue de 2004 à 2006 dans le club de l'université du Sud de la Floride (Bulls de South Florida).
En 2005, il est repéré par l'entraineur adjoint de l'équipe nationale des U17 qui contribue à le convoquer pour disputer quelques mois plus tard la coupe du monde des moins de 17 ans au Pérou (les Américains y atteindront les huitièmes de finale).
L'année suivante, il retourne ensuite en Allemagne et s'engage avec le club du FSV Mayence, où il est entraîné par Jürgen Klopp durant deux saisons, d'abord au centre de formation puis au sein de l'équipe professionnelle qui évolue en 2.Bundesliga.

#### Borussia Dortmund (2008-2018)

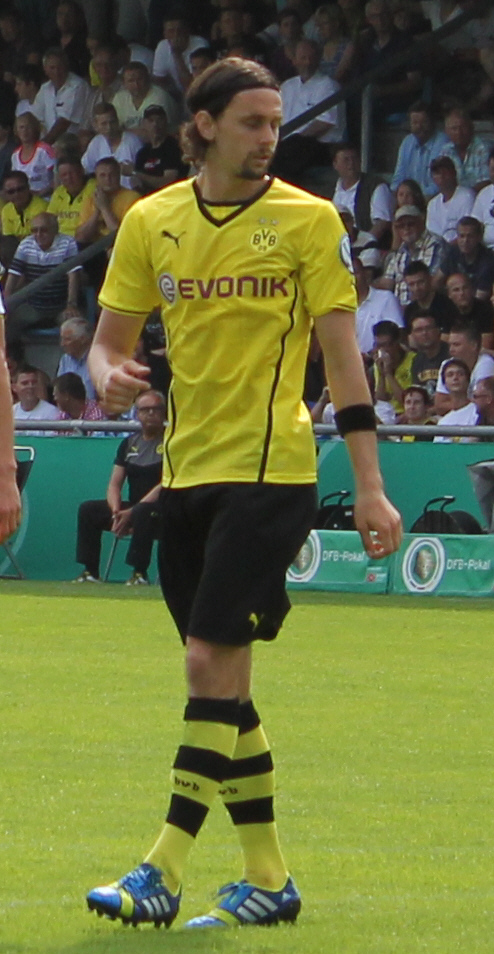
Neven Subotic sous les couleurs du Borussia Dortmund.

Lorsque Klopp est désigné entraineur du BVB, Subotić devient la priorité de transfert du club à la demande de Željko Buvač suivie par Klopp. Il signe ainsi en juin 2008 un contrat de quatre ans avec le Borussia Dortmund pour 4,5 millions d'euros.
S'imposant vite au sein de ce club de la Ruhr, il fait partie du Onze type de la Bundesliga en décembre 2008 au côté entre autres de Lúcio et de Philipp Lahm. Doté d'un bon physique, il réussit la performance (avec trois autres joueurs) de disputer l'intégralité de la saison 2009-2010. En 2010-2011, le Borussia, après une dizaine d'années d'errance revient au premier plan du championnat d'Allemagne et décroche son septième titre de Champion. Le natif de Banja Luka participe grandement à ce sacre en disputant cette année-là 31 rencontres (pour un but).
La saison suivante, le BVB et Subotić, font encore mieux en réalisant le doublé Coupe-Championnat.
Lors de la saison 2012-2013, il est titulaire en défense centrale et contribue à l'épopée du BVB jusqu'en finale de la C1, perdue contre le Bayern Munich.
En novembre 2013, Subotić subit la première grave blessure de sa carrière (rupture probable du ligament croisé du genou droit), laissant présager une longue indisponibilité.
Le 26 juin 2016, il annonce son départ du Borussia Dortmund sur sa page Facebook. Cependant, il est tout de même resté au club malgré cette déclaration.

#### AS Saint-Étienne (2018-2019)
Le 25 janvier 2018, Neven Subotić s’engage avec l’AS Saint-Étienne pour un an et demi où il portera le numéro 28, pour retrouver le temps de jeu qu'il n'avait plus au BVB. Il s'impose rapidement en tant que taulier de la défense des Verts au moment où le club était en pleine crise. Il a permis au club de l'ASSE de remonter au classement, lui et les fameuses recrues de l'hiver 2018 (Paul-Georges Ntep,Yann M'Vila et Mathieu Debuchy). Il a aussi remplacé numériquement Florentin Pogba parti au Gençlerbirliği SK.
Lors de la saison 2018 avec les Verts, il jouera 16 matchs tous en tant que titulaire, et il marquera 2 buts, un face à Rennes (match nul 1-1) et l'autre face à Guingamp victoire 2-0.
Il quitte le club librement lors de l'été 2019.

#### Union Berlin (2019-2020)
Pour la saison 2019/2020, il a rejoint gratuitement le FC Union Berlin. Son contrat court jusqu'en 2021.
Le 25 janvier 2020, Subotić marque son premier et unique but pour le Union Berlin, lors d'une rencontre de championnat face au FC Augsbourg. Titulaire, il ouvre le score et participe à la victoire de son équipe par deux buts à zéro.

#### Denizlispor (2020-2021)
Libre de tout contrat à l'été 2020, Neven Subotić rejoint la Turquie afin de s'engager en faveur du club de Denizlispor le 18 septembre 2020. Subotić ne reste toutefois pas longtemps dans ce club, son contrat étant résilié dès le mois de janvier 2021.

#### SCR Altach (2020-2021)
Il s'engage avec le SC Rheindorf Altach (D1 autrichienne) jusqu'en fin de saison.

### Retraite
Un an après sa dernière apparition sur les pelouses (avec le SCR Altach en D1 autrichienne), le défenseur raccroche ses crampons.

### Carrière en sélection
Après avoir confirmé qu'il jouera avec la Serbie au printemps 2009, il fait ses débuts internationaux lors du match de qualification pour la Coupe du monde 2010 en Roumanie, le 28 mars 2009, en remplaçant Marko Pantelić à la 66e minute (victoire finale 3-2).
Le 10 juin 2009, Subotić inscrit son premier but international lors de la victoire de la Serbie (2-0) aux Féroé en Éliminatoires de la Coupe du monde 2010.
Il fait partie du groupe serbe qui dispute la Coupe du monde 2010 en Afrique du Sud mais n'est pas titulaire au début de la compétition. Radomir Antić, le sélectionneur, lui préfère en effet Nemanja Vidić (Manchester United) et Aleksandar Luković (Udinese). Mais ce dernier est expulsé face au Ghana (0-1) et Subotić se retrouve titulaire lors du match suivant face à l'Allemagne (1-0). Contre l'Australie (1-2), Luković de retour de suspension reprend sa place au cœur de la défense serbe, repoussant de nouveau le joueur du Borussia sur le banc.
En septembre 2013, il indique ne plus vouloir jouer pour la Serbie, afin de se consacrer à son club, alors que celle-ci était éliminée dans la course à la qualification pour le mondial brésilien de 2014. Malgré cela, Subotić laisse entrevoir un possible retour de sa part au sein de la sélection.
Il ne joue plus en équipe nationale à partir d'octobre 2014 à l'occasion des éliminatoires de l'Euro 2016. Le sélectionneur d'origine néerlandaise de la sélection serbe Dick Advocaat lui reproche un certain manque de patriotisme et pense donc que « la meilleure chose est de tenir les joueurs avec cette mentalité éloignés du groupe afin qu'ils ne contaminent pas les autres ». Son compatriote Adem Ljajić ne sera pas non plus retenu dans le groupe pour des raisons similaires. 
Sa carrière internationale semble[précision nécessaire] donc terminée, il compte finalement trente-six sélections pour deux buts.

## Statistiques
| Saison                | Club                  | Championnat           | Championnat | Championnat | Coupe nationale | Coupe nationale | Coupe de la Ligue | Coupe de la Ligue | Supercoupe | Supercoupe | Compétition(s) continentale(s) | Compétition(s) continentale(s) | Compétition(s) continentale(s) | Serbie | Serbie | Total | Total |
| Saison                | Club                  | Division              | M.          | B.          | M.              | B.              | M.                | B.                | M.         | B.         | Comp.                          | M.                             | B.                             | M.     | B.     | M.    | B.    |
| 2006-2007             | FSV Mayence 05        | Bundesliga            | 1           | 0           | -               | -               | -                 | -                 | -          | -          | -                              | -                              | -                              | -      | -      | 1     | 0     |
| 2007-2008             | FSV Mayence 05        | 2. Bundesliga         | 33          | 4           | 1               | 0               | -                 | -                 | -          | -          | -                              | -                              | -                              | -      | -      | 34    | 4     |
| Sous-total            | Sous-total            | Sous-total            | 34          | 4           | 1               | 0               | -                 | -                 | -          | -          | -                              | -                              | -                              | -      | -      | 35    | 4     |
| 2008-2009             | Borussia Dortmund     | Bundesliga            | 33          | 6           | 3               | 0               | -                 | -                 | -          | -          | C3                             | 2                              | 0                              | 4      | 1      | 42    | 7     |
| 2009-2010             | Borussia Dortmund     | Bundesliga            | 34          | 3           | 3               | 0               | -                 | -                 | -          | -          | -                              | -                              | -                              | 11     | 0      | 48    | 3     |
| 2010-2011             | Borussia Dortmund     | Bundesliga            | 31          | 1           | 2               | 1               | -                 | -                 | -          | -          | C3                             | 8                              | 1                              | 9      | 0      | 50    | 3     |
| 2011-2012             | Borussia Dortmund     | Bundesliga            | 25          | 0           | 5               | 0               | -                 | -                 | -          | -          | C1                             | 4                              | 0                              | 7      | 1      | 41    | 1     |
| 2012-2013             | Borussia Dortmund     | Bundesliga            | 25          | 3           | 4               | 0               | -                 | -                 | 1          | 0          | C1                             | 11                             | 0                              | 3      | 0      | 44    | 3     |
| 2013-2014             | Borussia Dortmund     | Bundesliga            | 10          | 0           | 1               | 0               | -                 | -                 | 1          | 0          | C1                             | 4                              | 0                              | 2      | 0      | 18    | 0     |
| 2014-2015             | Borussia Dortmund     | Bundesliga            | 28          | 2           | 5               | 1               | -                 | -                 | -          | -          | C1                             | 7                              | 0                              | -      | -      | 40    | 3     |
| 2015-2016             | Borussia Dortmund     | Bundesliga            | 6           | 0           | -               | -               | -                 | -                 | -          | -          | C3                             | 5                              | 0                              | -      | -      | 11    | 0     |
| 2017-2018             | Borussia Dortmund     | Bundesliga            | 4           | 0           | -               | -               | -                 | -                 | -          | -          | C1                             | 1                              | 0                              | -      | -      | 5     | 0     |
| Sous-total            | Sous-total            | Sous-total            | 196         | 15          | 23              | 2               | -                 | -                 | 2          | 0          | -                              | 42                             | 1                              | 36     | 2      | 299   | 20    |
| 2016-2017             | FC Cologne (prêt)     | Bundesliga            | 12          | 0           | -               | -               | -                 | -                 | -          | -          | -                              | -                              | -                              | -      | -      | 12    | 0     |
| Sous-total            | Sous-total            | Sous-total            | 12          | 0           | -               | -               | -                 | -                 | -          | -          | -                              | -                              | -                              | -      | -      | 12    | 0     |
| 2017-2018             | AS Saint-Étienne      | Ligue 1               | 16          | 2           | -               | -               | -                 | -                 | -          | -          | -                              | -                              | -                              | -      | -      | 16    | 2     |
| 2018-2019             | AS Saint-Étienne      | Ligue 1               | 26          | 1           | 1               | 0               | 1                 | 0                 | -          | -          | -                              | -                              | -                              | -      | -      | 28    | 1     |
| Sous-total            | Sous-total            | Sous-total            | 42          | 3           | 1               | 0               | 1                 | 0                 | -          | -          | -                              | -                              | -                              | -      | -      | 44    | 3     |
| 2019-2020             | 1. FC Union Berlin    | Bundesliga            | 23          | 1           | -               | -               | -                 | -                 | -          | -          | -                              | -                              | -                              | -      | -      | 23    | 1     |
| Sous-total            | Sous-total            | Sous-total            | 23          | 1           | 0               | 0               | -                 | -                 | -          | -          | -                              | -                              | -                              | -      | -      | 23    | 1     |
| 2020-2021             | Denizlispor           | Süper Lig             | 5           | 1           | -               | -               | -                 | -                 | -          | -          | -                              | -                              | -                              | -      | -      | 5     | 1     |
| Sous-total            | Sous-total            | Sous-total            | 5           | 1           | 0               | 0               | -                 | -                 | -          | -          | -                              | -                              | -                              | -      | -      | 5     | 1     |
| 2020-2021             | SCR Altach            | Bundesliga            | 10          | 0           | -               | -               | -                 | -                 | -          | -          | -                              | -                              | -                              | -      | -      | 10    | 0     |
| Sous-total            | Sous-total            | Sous-total            | 10          | 0           | 0               | 0               | -                 | -                 | -          | -          | -                              | -                              | -                              | -      | -      | 10    | 0     |
| Total sur la carrière | Total sur la carrière | Total sur la carrière | 322         | 24          | 25              | 2               | 1                 | 0                 | 2          | 0          | -                              | 42                             | 1                              | 36     | 2      | 428   | 29    |

## Palmarès
|  |  | Borussia Dortmund (6) - Bundesliga - Champion : 2011, 2012 - Vice-champion : 2013 et 2014 - Coupe d'Allemagne - Vainqueur : 2012, 2017 - Finaliste : 2014 et 2015 - Supercoupe d'Allemagne - Vainqueur : 2014, 2015 - Ligue des champions - Finaliste : 2013 |